# ويلتون إي. هال
ويلتون إي. هال هو سياسي أمريكي، ولد في 11 مارس 1901 في ستار في الولايات المتحدة، وتوفي في 25 فبراير 1980 في أندرسون في الولايات المتحدة. نشط حزبياً في الحزب الديمقراطي. وقد انتخب عضو مجلس الشيوخ الأمريكي ‏ عن دائرة South Carolina Class 3 senate seat ‏ وقد انضم خلال فترته النيابية ‏ (20 نوفمبر 1944 – 3 يناير 1945) للكتلة البرلمانية الحزب الديمقراطي.